# Brat Tuck

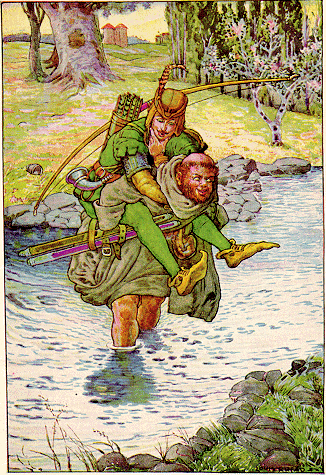
„Brat Tuck niesie Robina na plecach”. Autor ilustracji: Louis Rhead

Brat Tuck (z ang. Friar Tuck, dosł. Zakonnik Tuck) – postać fikcyjna, która pojawia się w legendzie o Robin Hoodzie jako członek drużyny banitów.
Zazwyczaj przedstawiany jest jako gruby, wolno ruszający się mnich o wesołej naturze.
W serialu Robin z Sherwood jest kapelanem szeryfa z Nottingham. Dołącza do drużyny, gdy baron de Belleme uprowadza Lady Marion, którą Tuck do tej pory się opiekował. Z postacią tą w serialu wiążą się wątki synkretyczne, bowiem z jednej strony jest chrześcijańskim duchownym, a z drugiej wznosi zawołanie do Herna Hern chroń nas razem z innymi członkami drużyny.
Pojawia się w książce Waltera Scotta Ivanhoe.